# Alginet (kommunhuvudort)
Alginet är en kommunhuvudort i Spanien.   Den ligger i provinsen Província de València och regionen Valencia, i den östra delen av landet, 300 km öster om huvudstaden Madrid. Alginet ligger 34 meter över havet och antalet invånare är 13 226.
Terrängen runt Alginet är huvudsakligen platt, men åt nordväst är den kuperad.Runt Alginet är det tätbefolkat, med 550 invånare per kvadratkilometer. Närmaste större samhälle är Alzira, 13,3 km söder om Alginet. Trakten runt Alginet består till största delen av jordbruksmark.